# Ladislav Vrchovský
Ladislav Vrchovský (* 25. června 1948 České Budějovice) je český novinář, divadelní publicista a kritik, pořadatel kulturních akcí a politik, po sametové revoluci československý poslanec Sněmovny lidu Federálního shromáždění za Občanské fórum, později za Občanské hnutí, v současnosti politik Strany zelených.

## Biografie
Absolvoval střední školu. V letech 1969–1989 pracoval v dolech OKD (např. na někdejším Dole Antonín Zápotocký na Karvinsku), kam byl podle svých slov umístěn za trest coby odpůrce srpnové invaze vojsk Varšavské smlouvy do Československa. V listopadu 1989 se zapojil do sametové revoluce a vedl stávkový výbor horníků v OKD, byl členem vedení Občanského fóra.
Ve volbách roku 1990 zasedl do Sněmovny lidu (volební obvod Severomoravský kraj) za OF. Po rozkladu Občanského fóra v roce 1991 přešel do poslaneckého klubu OH. Ve Federálním shromáždění setrval do voleb roku 1992.
Spoluzakládal Společnost pro kulturu a umění v Ostravě, v jejímž čele působí od roku 1996 jako předseda. Tato společnost se zabývá organizací festivalů uměleckého a vzdělávacího charakteru. Společnost v moravskoslezské metropoli organizuje tzv. mezinárodní dny, jejichž posláním bylo představit místním divákům kulturu a společnost zvolené země. Pořádány tak byly např. Dny Izraele v Ostravě, Dny španělské kultury v Ostravě, Dny francouzského filmu či Dny britského filmu.
V období let 1994-2005 byl programovým náměstkem televizního studia Prométheus v Ostravě. Pracoval pro Český rozhlas jako moderátor autorského pořadu Rozhlasový lidový parlament. Věnuje se divadelní kritice a publikuje v Divadelních novinách a v Českém rozhlasu 3 Vltava, je aktivní i jako lektor a člen porot soutěží amatérského a ochotnického divadla. Od roku 1998 spolupořádá ostravský mezinárodní festival Folklor bez hranic. Od roku 2008 byl členem Předsednictva Strany zelených, kde později mandát již neobhájil. V parlamentních volbách roku 2010 byl lídrem kandidátky zelených za Moravskoslezský kraj, ale strana parlamentní zastoupení nezískala.
Byl aktivní i v komunální politice. V komunálních volbách roku 1994 byl zvolen do zastupitelstva města Ostrava za Svobodné demokraty (nástupnický subjekt Občanského hnutí), respektive koalici Svobodných demokratů a zelených. Působil jako předseda výboru pro kulturu (podle jiného zdroje v zastupitelstvu zasedal v letech 1992-1996). Neúspěšně jako nezávislý kandidoval do zastupitelstva i v komunálních volbách roku 1998 a opětovně bez zisku mandátu kandidoval i v komunálních volbách roku 2010 (nyní za Stranu zelených, profesně uváděn jako novinář). Několik let působil také jako předseda krajské organizace Zelených v Moravskoslezském kraji.
Je autorem publikace Z podzemí ke slunci (2016), kde vzpomíná na svá učňovská léta v Havířově a Ostravě a pozdější práci v ostravsko-karvinských dolech, na srážky s StB, na ilegální výstavy na půdě domu, ve kterém bydlel, na dny, které v listopadu 1989 vedly ke stávce horníků i na své působení v politice. Román je unikátním svědectvím o životě horníků z ostravsko-karvinského revíru v letech 1948-1989. Komunistický režim je opěvoval a používal ve svých propagandistických materiálech jako hrdiny budování socialismu, ale skutečnost jejich života byla mnohdy úplně jiná. Další jeho dílem je Otřesová sloj Vladimír, jenž obsahuje vybrané kapitoly z jmenovaného románu. V roce 2019 vydal dva další romány: Kdy na slzy není čas (nakl. Protimluv) a Generál Heliodor Píka a jeho vrazi (nakl. Grada Publishing).